# Saint-Étienne-de-Fontbellon
 Saint-Étienne-de-Fontbellon  es una población y comuna francesa, ubicada en la región de Ródano-Alpes, departamento de Ardèche, en el distrito de Privas y cantón de Aubenas.

## Demografía

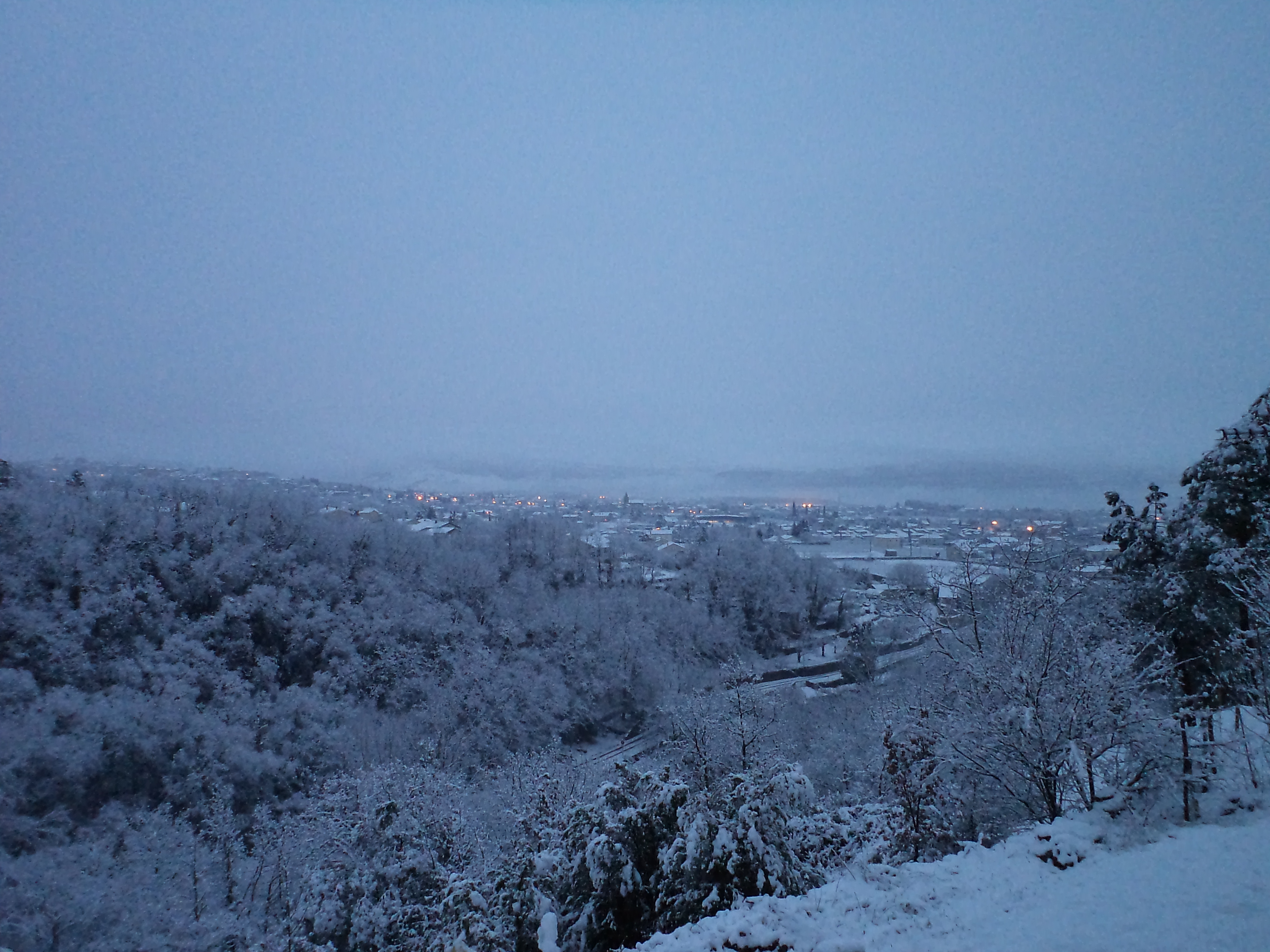
La ciudad, cubierta de nieve, en febrero de 2013.

| 933 | 1163 | 1603 | 1906 | 2143 | 2297 |
| Para los censos de 1962 a 1999 la población legal corresponde a la población sin duplicidades (Fuente: INSEE [Consultar]) |      |      |      |      |      |